# Alamannen

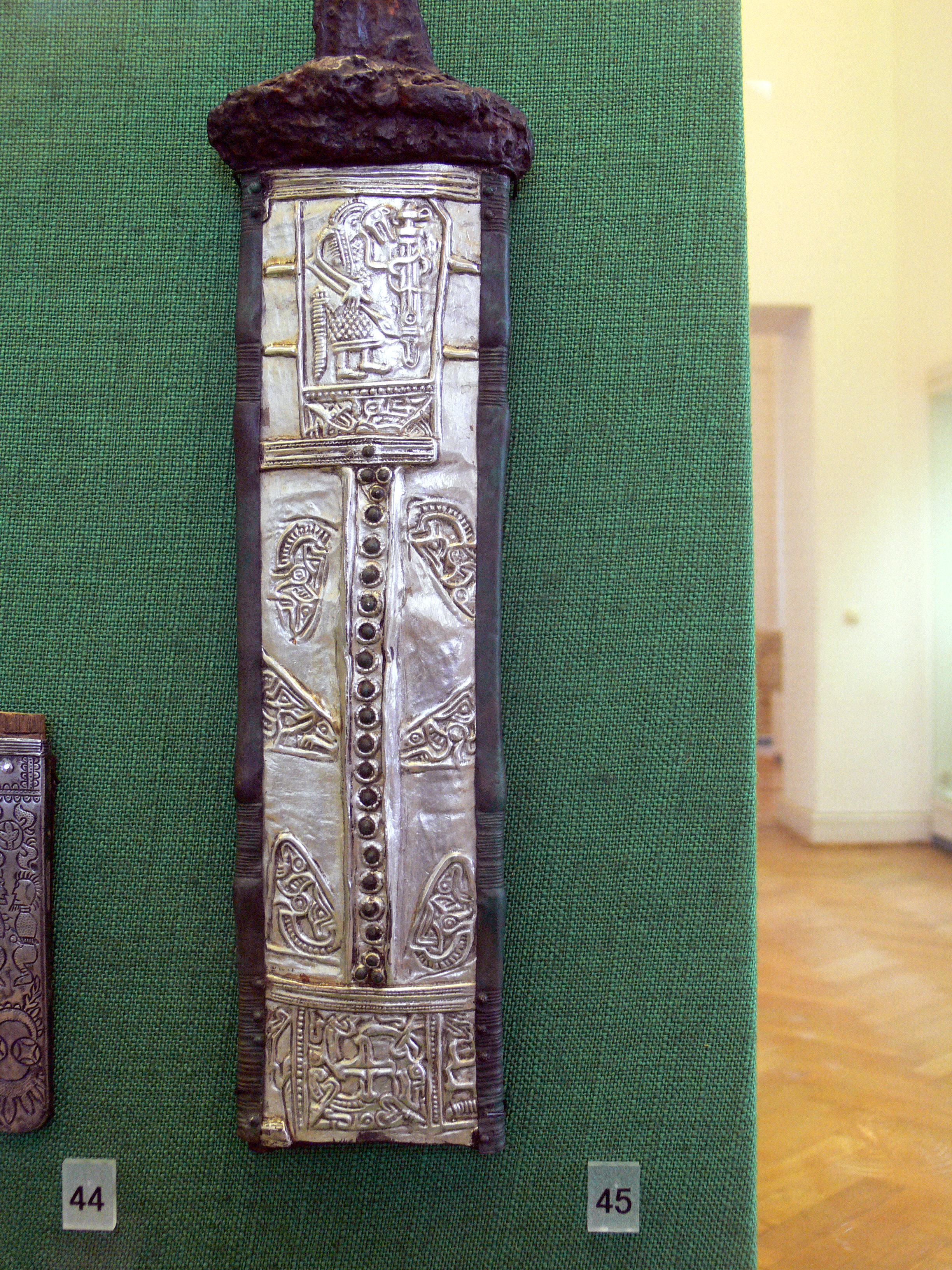
Die Schwertscheide von Gutenstein aus einem alamannischen Kriegergrab

Die Alamannen oder Alemannen waren eine antike und frühmittelalterliche Bevölkerungsgruppe, die dem westgermanischen Kulturkreis zugeordnet wird.
Alamannische Bevölkerungsgruppen werden sowohl anhand archäologischer Quellen (wie Bevölkerungssitten und Trachten) als auch anhand historischer Quellen (schriftliche Zeugnisse) identifiziert. Bleibende Kernräume ihrer frühmittelalterlichen Siedlungs- und Herrschaftsgebiete, der Alamannia (Alemannia), lagen vor allem im Gebiet des heutigen Baden-Württemberg und Elsass, in Bayerisch-Schwaben, der Deutschschweiz, Liechtenstein und Vorarlberg. Diese Gebiete teilten sie sich zumeist mit gallorömischen und rätischen Bevölkerungsgruppen.
Zwischen dem 6. und dem 9. Jahrhundert ging die Alemannia politisch und kulturell im Ostfrankenreich auf und wurde zwischen dem 10. und zum 13. Jahrhundert politisch nochmals vom staufischen Herzogtum Schwaben zusammengefasst.
Die neuzeitliche Dialektologie griff bei ihrer Einteilung der deutschen Dialekte auf die Alamannen zurück und nannte die westoberdeutschen Mundarten „alemannische Dialekte“.

## Begriffsgeschichte

### Antike und Mittelalter

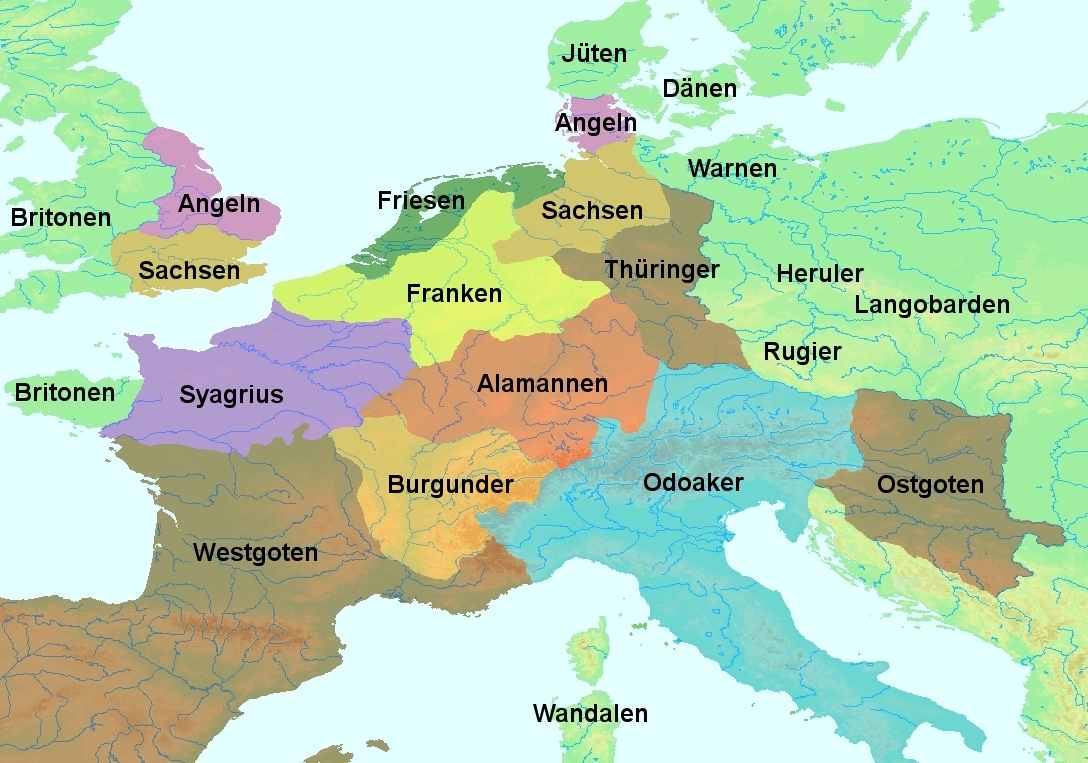
Zentraleuropa im späten 5. Jahrhundert

#### Erstbezeugung des Namens und frühe Geschichte
Traditionell wird die erste namentliche Bezeugung der Alamannen in einer antiken Quelle mit einem kurzen Feldzug des Kaisers Caracalla im Sommer 213 gegen Germanen im Donaugebiet in Verbindung gebracht. Bei den Gegnern soll es sich laut byzantinischen Auszügen aus einem verlorenen Teil von Cassius Dios Geschichtswerk zum Teil um Alemannen gehandelt haben. Diese Identifikation war in der älteren Forschung, die darin Theodor Mommsen folgte, allgemein akzeptiert, wird aber seit 1984 häufig bestritten.
Bei Cassius Dio, der die Alemannen in seinem Werk sonst nicht kennt, habe an der fraglichen Stelle, die sich auf einen ganz anderen Feldzug Caracallas in Asien bezog, die Bezeichnung „Albaner“ (Albannôn) gestanden, und erst die byzantinische Bearbeitung, die nur lückenhaft rekonstruierbar ist, habe sie aus Unkenntnis durch den Ausdruck „Alamannen“ (Alamannôn) ersetzt. Die Hypothese, der zufolge der Alamannenname nicht in Dios Originaltext stand, wurde 1984 von Matthias Springer und Lawrence Okamura vorgetragen, die unabhängig voneinander zu diesem Ergebnis gelangt waren. Ebenfalls unabhängig von ihnen gelangte Helmut Castritius 1986 zu demselben Ergebnis. Dieser Auffassung haben sich eine Reihe weiterer Forscher angeschlossen, darunter Dieter Geuenich.
Die Authentizität der Stelle bei Cassius Dio hat aber weiterhin Befürworter; unter anderen Bruno Bleckmann (2002), Ludwig Rübekeil (2003) und Klaus-Peter Johne (2006) haben sie gegen die Kritik verteidigt, worauf Springer und Castritius ihre Argumentation bekräftigt haben. Klammert man die vermeintliche Ersterwähnung im Jahr 213 aus, wäre die Erwähnung in einem Panegyrikus aus dem Jahr 289 als Erstbeleg des Alamannennamens anzusprechen.
Die später von den Alamannen besiedelte Gegend zwischen Rhein, Main und Donau wird von Tacitus in seiner Germania als Agri decumates benannt, wo laut dem Geschichtsschreiber die keltischen Helvetier gesiedelt hätten, bevor diese westwärts (nach Gallien und in die spätere Schweiz) abzogen.
Der geographische Begriff Alamannia kommt zum ersten Mal im Panegyricus auf Constantius I. (genannt Chlorus) aus dem Jahre 297 vor. Auch das Alamannia-Relief aus Nicaea, das den Alamannensieg des Constantius darstellt, gehört in die gleiche Zeit. Der erste römische Kaiser, der den Siegertitel Alamannicus trug, war Konstantin II., spätestens seit dem Jahr 331. Damit wurden die Alamannen erstmals als eigenständiges Volk innerhalb der Germania und eigenständiger Gegner Roms (ähnlich den Franken, Sarmaten und Goten) gewertet. Seit der zweiten Hälfte des 4. Jahrhunderts werden die Alamannen immer häufiger als selbständiges Volk bezeichnet und zunehmend vom allgemeinen Germanennamen abgehoben, so etwa in den Festreden des Quintus Aurelius Symmachus aus den Jahren 369 und 370.
Der römische Soldat und Geschichtsschreiber Ammianus Marcellinus (4. Jahrhundert n. Chr.), eine zentrale Quelle für die frühe Geschichte der Germanen außerhalb des Römischen Reichs, beschreibt die Alamannen als während der Herrschaft Trajans um 99 n. Chr. am Limes Germanicus siedelndes Volk, als nämlich die Römer diese Grenze zum ersten Mal vollständig befestigten. Später berichtet Ammianus von einer Strafexpedition des Kaisers Julian (genannt Apostata), als die Alamannen sich bereits im Elsass angesiedelt hatten.

#### Herkunft, Bedeutung und Verwendung des Namens
Die Bedeutung des Namens, der 289 n. Chr. in seiner lateinischen Form Alamanni und später auch Alemanni erscheint, ist nach herrschender germanistischer Ansicht eine Zusammensetzung von germanisch *ala- „alle“ und *manōn- „Mensch, Mann“. Umstritten ist jedoch die ursprüngliche Bedeutung dieser Zusammensetzung. Am ehesten handelt es sich um die Benennung eines „in kriegerischen Unternehmungen neu entstandenen Stammes“, der „sich deshalb Alemannen nannte (oder so genannt wurde), weil er die alten Stammesverbindungen sprengte und jedem, der teilnehmen wollte, offen stand“. Gestützt wird diese Interpretation durch die Deutung des römischen Historikers Asinius Quadratus (um die Mitte des 3. Jahrhunderts), der den Namen als „zusammengelaufene und vermischte Menschen“ erklärt. Die Entstehung der Alamannen wäre damit etwa als ein Zusammenwachsen von Gefolgschaften, Familiengruppen und einzelnen Menschen verschiedener Herkunft zu sehen. Eine andere Deutung des Namens besagt, dass damit „All-Menschen“ im Sinne von „ganze Menschen, Vollmenschen“ gemeint waren, die Bezeichnung also der Selbstüberhöhung gegenüber der restlichen Menschheit diente.
Der Begriff „Schwaben“ (der auf die in frühen römischen Quellen genannten Suebi zurückgeht) entwickelte sich im Frühmittelalter zu einem Synonym zu „Alamannen“ bzw. „Alemannien“/„Alamannien“ und ersetzte jene im Laufe des Mittelalters. Über die Herkunft der Doppelbenennung gibt es im Wesentlichen zwei Theorien:
- Die Alamannen sind im Wesentlichen Elbgermanen, daher sei es möglich, dass sie zu großen Teilen aus Stämmen kamen, die sich den Sueben zurechneten. Der Name Sueben sei als Eigenbezeichnung erhalten geblieben und habe erst im Frühmittelalter die Fremdbezeichnung Alamannen wieder abgelöst.
- Ab dem 5. Jahrhundert sind Einflüsse aus dem Donauraum in Alamannien archäologisch festzustellen. Es wurde vermutet, dass diese auf von dort zugewanderte Donausueben zurückzuführen seien, die ihren Namen mit zu den Alamannen gebracht hätten.

Bis um 500 wurden Alamannen und Sueben unterschieden. Ab dem 6. Jahrhundert werden die beiden Namen dagegen ausdrücklich als gleichbedeutend überliefert. Der Sueben-Name setzte sich allerdings durch, als das Siedlungsgebiet der Alamannen, das bis dahin als Alamannia betitelt worden war, zum Herzogtum Schwaben wurde.

### Neuzeit
Anfang des 19. Jahrhunderts wurde der historische Name zuerst in der Form des eingedeutschten Adjektivs allemannisch für die Dialekte am Hoch- und Oberrhein eingeführt. So trug Johann Peter Hebels 1803 publizierter, in der Wiesentaler Mundart verfasster Band den Namen Allemannische Gedichte. Die Sprachwissenschaft bezeichnete dann im Rückgriff auf die historischen Alamannen alle südwestoberdeutschen Dialekte (einschließlich Schwäbisch) als alemannisch. Entsprechend wurden auch regionale Hausbauweisen und einheimisches Brauchtum als alemannisch benannt, wie etwa die alemannische Fasnacht. „Alemannisch“ ist heute in der Tradition von Johann Peter Hebels Schrifttum auch die volkstümlich gewordene Eigenbezeichnung der Bewohner Südbadens für ihren Dialekt, wogegen Elsässer und Schweizer ihre Mundart Elsässisch beziehungsweise Schweizerdeutsch nennen. Versuche, im badischen Landesteil Baden-Württembergs ein regionales Bewusstsein zu schaffen, werden als Alemannendiskurs zusammengefasst.
Für den nordöstlichen Teil des alamannischen Dialektraums ist die Dialekt- und Eigenbezeichnung schwäbisch üblich geblieben, weshalb sich die dortige Bevölkerung meist als Schwaben bezeichnet. Die Bevölkerung um Hoch- und Oberrhein, mehr noch im Elsass, der Schweiz und Vorarlberg betrachtet sich nicht bzw. schon lange nicht mehr als Schwaben. In Baden-Württemberg grenzen sich zum Beispiel die Bewohner des ehemaligen Landes Baden oft als Alemannen gegen die Schwaben aus Württemberg ab; ähnlich verhält es sich bei Deutschschweizern, in Mittelschwaben und im Allgäu, vgl. Schwaben#Geschichte und Volksgruppe im Artikel Schwaben.
Die Verwendung der Begriffe „Alamannen“ und „Alemannen“ ist in der fachwissenschaftlichen Altertumskunde methoden- und quellenbedingt. Althistoriker schreiben Alamannen und Mediävisten Alemannen.

### „Alemannia“ als Bezeichnung für „Deutschland“
Gegen Ende des 13. Jahrhunderts wird im Heiligen Römischen Reich die Bezeichnung regnum Alamanniae anstelle von regnum Theutonicum für den engeren Bereich des „deutschen“ Königreiches gebräuchlich. Dies spiegelte die Verlagerung des politischen Schwerpunkts des Reiches auf den deutschen Süden wider. Vor dieser Zeit wurde der Ausdruck selten verwendet. Damit verschwindet auch die Verwendung von Alamannia als alte oder alternative Bezeichnung für das Herzogtum Schwaben und die bisherige Titulatur rex Romanorum des deutschen Königs allmählich. Dieser Wechsel in der Titulatur hatte auch politische Gründe und fiel mit dem Interregnum bzw. dem Königtum von Rudolf von Habsburg zusammen. Im Gegensatz zur Landesbezeichnung konnte sich deshalb der Wechsel in der Titulatur zu rex Alamanniae nicht durchsetzen. Die in dieser Zeit neu aufkommenden Bettelorden verwenden Alamannia dementsprechend für ihre deutschsprachigen Ordensprovinzen. Auch in England, Frankreich und Italien wird diese Titulatur übernommen als rei de Alemange, rois d’Allmaigne, rey d’Alamaigne.
Im Reich selbst beginnt sich ab dem 14. Jahrhundert die Bezeichnung deutsche Lande durchzusetzen, während sich die Verwendung von Alamannia für Deutschland verliert und nur noch außerhalb des Landes tradiert wird. So blieb allemand bzw. Allemagne im Französischen die Bezeichnung für deutsch bzw. Deutschland. Von dort übernommen sind los alemanes im Spanischen, els alemanys im Katalanischen, os alemães im Portugiesischen, Almanlar (volkstümlich Alamanlar) im Türkischen sowie elman oder alman im Arabischen, Kurdischen und Persischen (siehe auch: Deutsch in anderen Sprachen).

### Alamannenstämme
Eine einheitliche Stammesführung der frühen Alamannen ist nicht nachweisbar. Stattdessen werden in den römischen Quellen des 3. bis 5. Jahrhunderts gelegentlich alamannische Teilstämme genannt, die ihrerseits eigene Könige hatten. Bekannte Alamannenstämme sind die Juthungen, die nördlich der Donau und Altmühl angesiedelt waren, die Bucinobanten (lateinisch Bucinobantes) im Mainmündungsgebiet bei Mainz, die Brisgavi, die, wie der Name bereits vermuten lässt, im Breisgau ansässig waren, die Rätovarier in der Umgebung des Nördlinger Rieses und die Lentienser, die im Umfeld des Linzgaus nördlich des Bodensees vermutet werden.

## Allgemeine Geschichte

### DieAlemannia
Unter der Alemannia (bzw. Alamannia, Alemannien, Alamannien) verbergen sich verschiedene Vorstellungen. Darunter kann verstanden werden:
1. archäologisch fassbare Siedlungsgebiete von Alamannen
2. politisch-militärische Herrschaftsgebiete von Alamannen (darunter jene alamannischer Herzöge und Könige)
3. Verbreitungsgebiet alamannischer Dialekte oder Sprachen.

Diese drei Gebietskonzepte sind keineswegs deckungsgleich, überlappten sich im Verlauf der Geschichte jedoch vermutlich in weiten Teilen.
Die Alamannen entwickelten sich im Verlauf des 3. Jahrhunderts vermutlich aus verschiedenen elbgermanischen, darunter wohl suebischen Stämmen, Heerhaufen und Gefolgschaften im Gebiet zwischen Rhein, Main und Lech.

### Germanen am Limes – bis um 260 n. Chr.

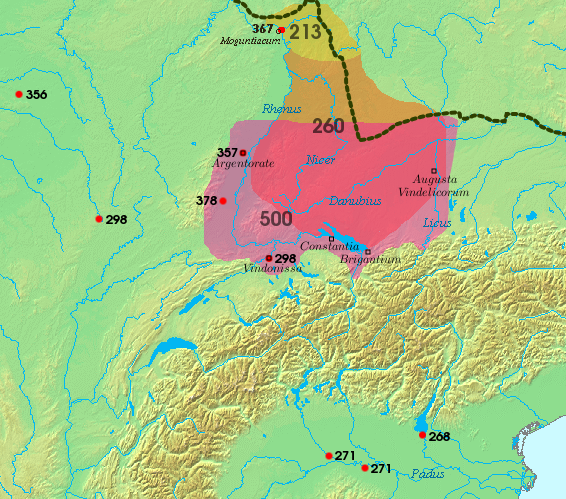
Alamannische Expansion zwischen dem 3. und dem 6. Jahrhundert

Schon seit den Zeiten des alemannischen/suebischen Königs Ariovist im 1. Jh. v. Chr. wanderten suebische Verbände aus dem Elb-/Saalegebiet ins Rhein-/Main-/Neckargebiet. Nach Beendigung der römischen Germanenkriege im 1. Jahrhundert traten in der Oberrheinzone zwischen Mainz und Straßburg sowie im unteren Neckarland kleine germanische Siedlungsgruppen auf, für die der Name Suebi Nicrenses überliefert ist. Während sich diese Sueben auf römischem Reichsgebiet im Lauf der Zeit romanisierten, traten zu Anfang des 3. Jahrhunderts vor dem römischen Limes neue Germanengruppen auf, die ab 213 immer wieder auf Plünderungszügen in die römische Provinz eindrangen. Ob diese Gruppen damals schon als Alamanni bezeichnet wurden, ist nicht sicher. Auch ob diese Verbände sich selbst als Alamannen bezeichneten oder die Römer diese Bezeichnung für die germanischen Gruppen am Ober- und Mittelrhein zur Unterscheidung von anderen germanischen Verbänden verwendeten, ist unklar.
Die früher oft geäußerte Vermutung, die Alamannen hätten sich im Inneren Germaniens gebildet, gilt heute als überholt. Gesicherte Erkenntnisse darüber gibt es keine, da nur archäologische Funde und keine schriftlichen Quellen vorliegen. Die Herkunft der Neusiedler kann jedoch anhand der von ihnen mitgebrachten archäologischen Sachkultur bestimmt werden, die sich am besten vergleicht mit dem elbgermanischen Raum zwischen Ostniedersachsen und Böhmen, vor allem zwischen Nordharz, Thüringer Wald und Südwest-Mecklenburg.

### Das Ende des Limes

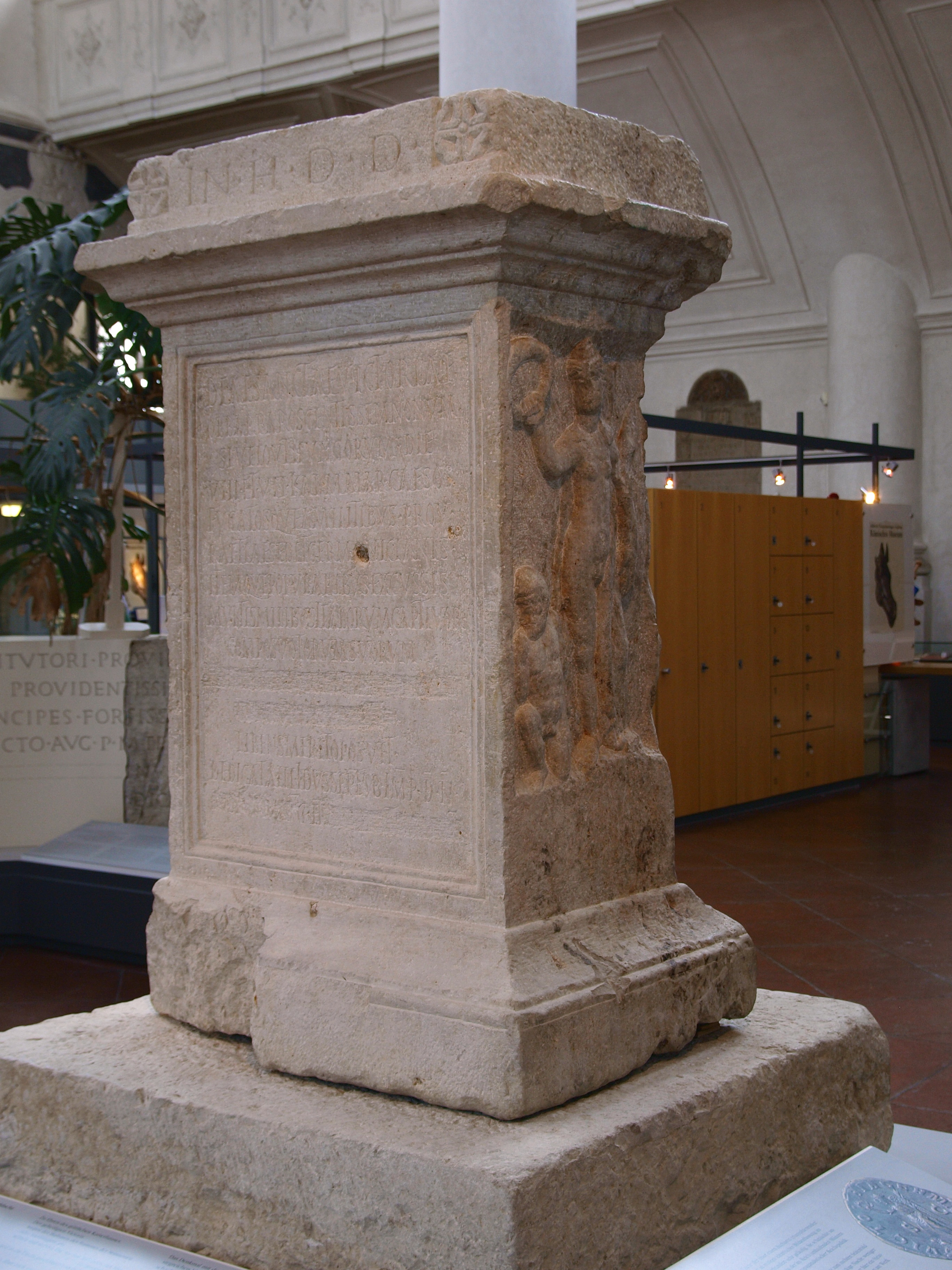
Augsburger Siegesaltar anlässlich des römischen Sieges über eine plündernde Juthungenschar im Jahr 260

Größere Angriffe sind 213 und 233/234 überliefert. Der Einfall von Alamannen nach Gallien unter dem König Chrocus in den 50er Jahren des 3. Jahrhunderts soll nach dem späteren Bericht von Gregor von Tours (Decem Libri Historiarum, 1, 32–34) das Land völlig verwüstet haben. Kaiser Gallienus gelang es 260 bei Mailand, die Alamannen zu bezwingen, ebenso konnten römische Truppen bei Augsburg einen Sieg über die Juthungen erringen (siehe Augsburger Siegesaltar), dennoch konnte das durch Bürgerkriege und äußere Invasionen erschütterte Römische Reich, das zu dieser Zeit eine schwere Krisenzeit (Reichskrise des 3. Jahrhunderts) durchlebte, den Limes und damit das Gebiet nördlich und östlich des Rheins in Süddeutschland, das Dekumatland, nicht mehr halten. Nachdem mehrfach Truppen für innerrömische Kämpfe von der Grenze abgezogen worden waren, muss zumindest der militärische Schutz dieser Provinz um 260 aufgegeben worden sein.
In der Folge des Limesfalls konnten sich germanische Gruppen in dem ungeschützten Gebiet niederlassen, das danach von den Römern bis hin zum Main Alamannia genannt wurde. Danach häuften sich auch die römischen Berichte über die Alamannen als Bezeichnung für die germanischen Verbände im oben genannten Gebiet. Die althistorische und archäologische Forschung ist heute mehrheitlich der Ansicht, dass erst nach Besiedlung des Dekumatlands sich aus verschiedenen germanischen Siedlergruppen langsam der Stamm oder die Stammesgruppe der Alamannen gebildet habe. In jüngster Zeit wird zudem die These diskutiert, das Eindringen der germanischen Stämme sei mit Zustimmung Roms erfolgt, das den Neuankömmlingen die Vorfeldsicherung übertragen und diese durch foedera an sich gebunden habe. Zudem ist zu bedenken, dass strenggenommen nicht von den Alamannen gesprochen werden kann, da den zahlreichen Kleingruppen lange eine einheitliche Führung fehlte.
Am 21. April 289 hielt Mamertinus in Augusta Treverorum (Trier) eine Lobrede auf Kaiser Maximianus und erwähnte dabei die Alamanni. Dies ist die erste zeitgenössische Erwähnung der Alamannen. Ab diesem Jahr ist für das Gebiet nördlich des Rheins auch die Bezeichnung Alamannia nachweisbar. Eine erste Nennung der Alamannen zum Jahr 213, als nach dem Bericht des römischen Historikers Cassius Dio (um 230) Kaiser M. Aurelius Antoninus Caracalla nach einem Sieg über die Alamannen den Beinamen Alamannicus angenommen haben soll, ist, wie bereits eingangs erwähnt, in ihrer Zuverlässigkeit inzwischen sehr umstritten.
Etwa um das Jahr 260 wurde der Limes auf eine neue Linie, den Donau-Iller-Rhein-Limes zurückgenommen, der nur noch den östlichen und südlichen Teil der römischen Provinz Raetia (etwa das heutige Allgäu, Oberbayern und die Schweiz) schützte. Dieser wurde zu Beginn des 4. Jahrhunderts stark befestigt. Die neue Grenzlinie zu den Alamannen konnte die römische Grenze bis 401 (Abzug der römischen Legionen) bzw. 430 (Abzug der Burgunden, die als foederatii den Grenzschutz übernahmen) verteidigen. Einbrüche der Alamannen (genauer Juthungen) in den Jahren 356 und 383 konnten so noch abgewehrt, bzw. in den Jahren 430 und 457 erst in Italien zurückgeschlagen werden.

### Ansiedlung

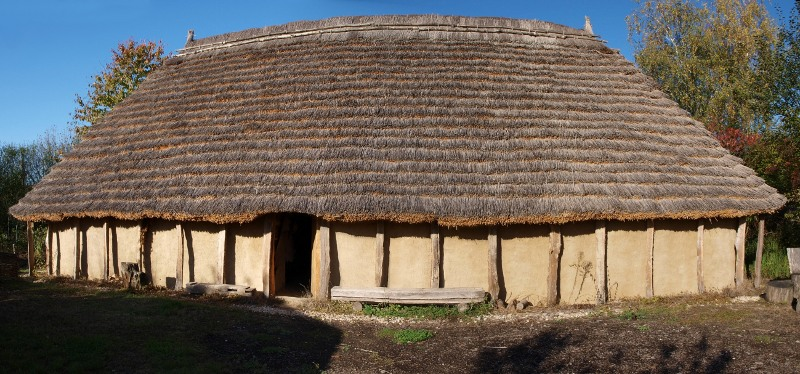
Rekonstruktion eines Wohnstallhauses im Alamannen-Museum Vörstetten

Die frühen alamannischen Ansiedlungen entstanden oftmals in der Nähe der Ruinen der römischen Kastelle und Villen, jedoch nicht in deren Gebäuden. Die Steingebäude der Römer wurden nur selten noch eine Weile weiterbenutzt (zum Beispiel durch Holzeinbauten in einem Badegebäude der Villa bei Wurmlingen). Meistens errichteten die frühen Alamannen traditionelle Pfostengebäude mit lehmverputzten Flechtwerkwänden. Die Fundlage zu den frühen Alamannen ist jedoch dünn. Siedlungsfunde wie von Sontheim im Stubental sind die Ausnahme. Selbst Grabfunde wie ein Frauengrab bei Lauffen am Neckar oder das Kindergrab von Gundelsheim sind relativ selten. Vermutlich wurde das Gebiet nur langsam von einsickernden Germanengruppen besiedelt. Nur in bestimmten Gegenden, etwa im Breisgau, sind schon früh Siedlungskonzentrationen festzustellen, die vielleicht im Zusammenhang stehen mit gezielter Ansiedlung durch die Römer zum Schutz der Rheingrenze. Schon im 4. Jahrhundert bestanden alamannische Höhenburgen wie auf dem Glauberg und Runden Berg bei Bad Urach.
Die Bevölkerung Südwestdeutschlands in römischer Zeit bestand wohl vor allem aus romanisierten Kelten, im Nordwesten auch romanisierten Germanen (zum Beispiel die Neckarsueben) und Zuwanderern aus anderen Teilen des Reiches. In welchem Umfang Teile dieser Bevölkerung nach dem Abzug der römischen Verwaltung im Land zurückblieben, ist nicht genau bekannt. Die Kontinuität einiger Fluss-, Orts- und Flurnamen lässt aber vermuten, dass auch provinzialrömische Bevölkerungsanteile in den Alamannen aufgegangen sind. So wird im mittleren Schwarzwald das Fortbestehen einer romanischen Sprachinsel möglicherweise bis ins 9./10. Jahrhundert angenommen.

### Spätantike
Die historischen Quellen über die frühen Alamannen sind ähnlich spärlich wie die archäologischen. Die Berichte des Ammianus Marcellinus beleuchten Teile des 4. Jahrhunderts etwas besser. Vor allem zur Untergliederung in Teilstämme und für Folgerungen zur politischen Struktur ist er die wichtigste Quelle.
Vom ehemaligen Dekumatland aus unternahmen Alamannen wiederholt Raubzüge in die angrenzenden Provinzen des römischen Reiches Raetia und Maxima Sequanorum, aber auch bis weit nach Gallien hinein. Sie erlitten dabei wiederholt Niederlagen gegen römische Heere, so durch Kaiser Constantius 298 bei Langres und bei Vindonissa (Windisch). Nach der verlustreichen Schlacht bei Mursa 351 zwischen dem gallischen Usurpator Magnentius und Kaiser Constantius II. durchbrachen die Franken und Alamannen gemeinsam die Rheingrenze. Die Alamannen besetzten die Pfalz, das Elsass und die Nordostschweiz. Erst der Sieg des Caesar (Unterkaisers) Julian in der Schlacht von Argentoratum (Straßburg) 357 gegen die vereinigten Alamannen unter Chnodomar sicherte die Rheingrenze erneut. Die alamannischen Kleinkönige mussten sich (erneut?) vertraglich an Rom binden. Während der Regierungszeit Kaiser Valentinians I. gelang es alamannischen Gruppen zweimal, 365 und 368, ins Reichsgebiet einzudringen und unter anderem Mogontiacum (Mainz) zu plündern. Nach einem Vergeltungsfeldzug, der Valentinian I. 369 den Beinamen Alamannicus einbrachte, ließ er die Rheingrenze durch eine neue Reihe von Kastellen sichern, so in Altrip, Breisach am Rhein und gegenüber von Basel. Die Grenze am Hochrhein wurde mit einer Kette von Wachtürmen (burgi) verstärkt. 374 schlossen Alamannen unter ihrem Teilkönig Makrian einen dauerhaften Frieden mit Valentinian I. Dennoch musste sein Nachfolger, Kaiser Gratian, 378 wiederum einen Feldzug gegen Alamannen führen, der als letzter Vorstoß römischer Truppen über die Rheingrenze gilt. Danach standen die Alamannen längere Zeit in einem Foederaten-Verhältnis zum Römischen Reich.
Schlachten zwischen Alamannen und Römern:
- 259 – Schlacht von Mediolanum – Niederlage der Alamannen gegen Kaiser Gallienus, Abbruch des Zugs auf Rom.
- 260 – Schlacht bei Augusta Vindelicorum (Augsburg) – Niederlage der Alamannen gegen raetischen Statthalter
- 268 – Schlacht am Lacus Benacus (Gardasee) – Niederlage der Alamannen gegen Kaiser Claudius II.
- 271 – Schlacht von Placentia – Sieg der Alamannen gegen Kaiser Aurelianus
- 271 – Schlacht bei Fano – Niederlage der Alamannen gegen Kaiser Aurelianus
- 271 – Schlacht von Pavia – Niederlage der Juthungen gegen Kaiser Aurelianus
- 298 – Schlacht von Lingones – Niederlage der Alamannen gegen Caesar Constantius Chlorus
- 298 – Schlacht von Vindonissa – Niederlage der Alamannen gegen Constantius
- 356 – Schlacht von Reims – Sieg der Alamannen gegen Caesar Julianus
- 357 – Schlacht von Straßburg – Niederlage der Alamannen gegen Julianus im Elsass
- 367 – Schlacht bei Solicinium – Niederlage der Alamannen gegen Kaiser Valentinian I.
- 378 – Schlacht bei Argentovaria – Niederlage der Alamannen gegen Kaiser Gratian

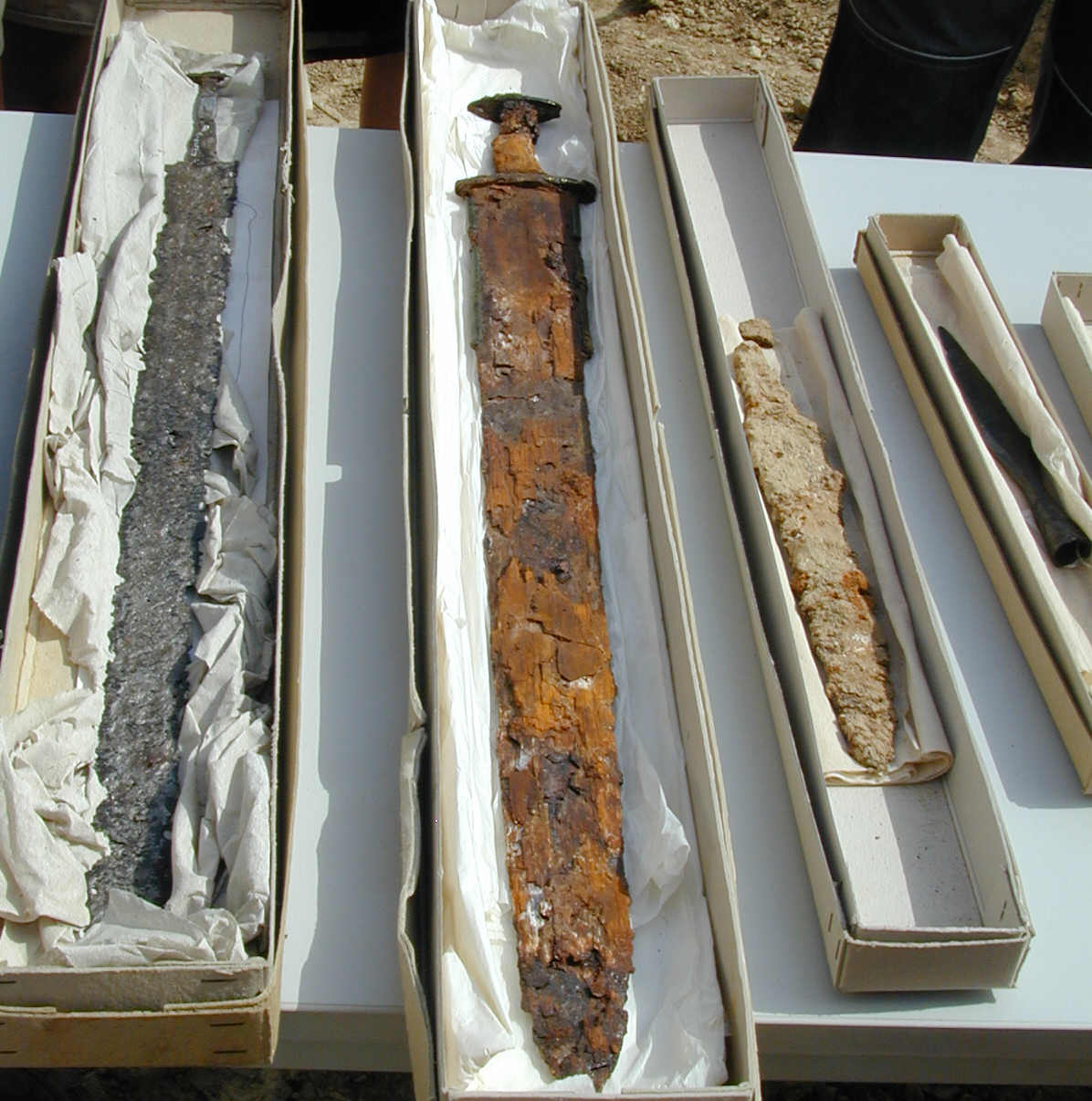
Alamannische Waffen aus einem Reihengräberfeld bei Freiburg

Die Usurpation durch Magnus Maximus in Britannien und der Krieg mit den Franken erlaubte 383 einen Einbruch der Alamannen in Raetien, das Kaiser Valentinian II. nur mit Unterstützung der Alanen und der Hunnen wieder sichern konnte. Weitere interne römische Machtkämpfe unter Kaiser Theodosius I. schwächten die römische Position am Rhein. Dem Heermeister Stilicho gelang es zwar 396/398, die Verträge mit den Alamannen zu erneuern, dennoch musste er zum Schutz Italiens vor den Goten ab 401 die römischen Truppen von der Reichsgrenze abziehen. Es scheint nach neuesten Erkenntnissen danach jedoch nicht zu einem sofortigen „Alemannensturm“ in die ehemals römischen Gebiete gekommen zu sein. Archäologische Funde weisen darauf hin, dass die föderierten Alamannen zumindest noch eine ganze Zeit lang die Grenze schützten. Insbesondere Rätien wurde als „Schutzschild Italiens“ noch bis Mitte des 5. Jahrhunderts verteidigt: Römische Truppen wehrten 430 unter Flavius Aëtius und 457 unter Kaiser Majorian allerdings alamannische Einfälle nach Rätien und Italien ab. Gallien war den Plünderungszügen der Alamannen mehr oder weniger schutzlos ausgeliefert und wurde gemäß dem (späten) Chronisten Fredegar nach 406 wiederholt verwüstet.

### Expansion und Unterwerfung

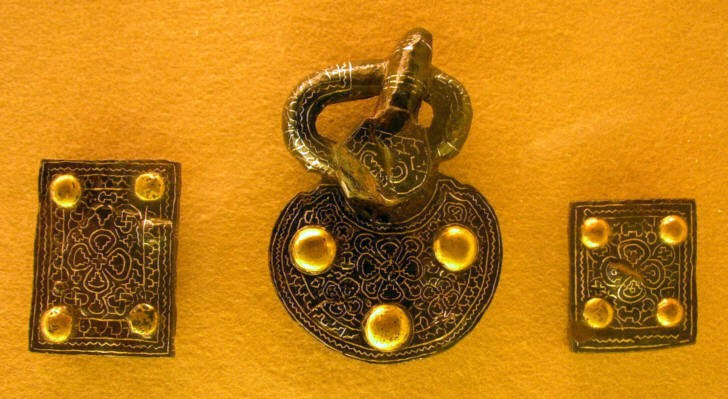
Alamannische Gürtelbeschläge aus dem alamannischen Reihengräberfeld Weingarten

Ab 455 setzte eine West- und Ostexpansion von Alamannen nach Gallien und Noricum ein, über die nur ungesicherte Informationen vorliegen. Archäologisch sind die erwähnten Expansionen kaum nachzuvollziehen. In Sachkultur und Bestattungssitten lassen sich innerhalb der Reihengräberkultur etwa zu den Franken nur fließende Übergänge, kaum aber deutliche Kulturgrenzen ausmachen. Noch weniger Unterschiede gibt es zu den östlich benachbarten Germanen, den späteren Bajuwaren. Aussagen darüber sind im Wesentlichen aus Schriftquellen erschlossen. Besiedlung durch alamannische Bevölkerungsgruppen oder auch nur zeitweise alamannische Oberherrschaft reichen nördlich bis in die Gegend um Mainz und Würzburg, südlich bis zu den Voralpen, östlich bis zum Lech bzw. entlang der Donau bis fast nach Regensburg, westlich bis an den Ostrand der Vogesen, jenseits der Burgundischen Pforte bis um Dijon sowie südwestlich im Schweizer Mittelland bis an die Aare.
Ein Konflikt mit den benachbarten Franken führte nach Gregor von Tours irgendwann zwischen 496 und 507 zu entscheidenden Niederlagen der Alamannen gegen den fränkischen König Chlodwig I. aus dem Geschlecht der Merowinger. Dieser soll in Zusammenhang mit dem Sieg nach einer entscheidenden Schlacht den christlichen (katholischen) Glauben angenommen haben. Die Entscheidungsschlachten waren möglicherweise die Schlacht von Zülpich sowie die Schlacht bei Straßburg (506). Die nördlichen alamannischen Gebiete kamen dadurch unter fränkische Herrschaft. Der Ostgotenkönig Theoderich gebot der fränkischen Expansion zunächst Einhalt, indem er die südlichen Teile Alamanniens unter ostgotisches Protektorat stellte und Flüchtlinge der besiegten Alamannen unter seinen Schutz nahm. Aber schon 536/537 überließ der von byzantinischen Truppen bedrängte Ostgotenkönig Witichis dem Frankenkönig Theudebert I. unter anderem Churrätien und das Protektorat über „die Alamannen und andere benachbarte Stämme“, um sich die Unterstützung der Merowinger zu erkaufen. Damit befanden sich alle Alamannen unter fränkischer Herrschaft.

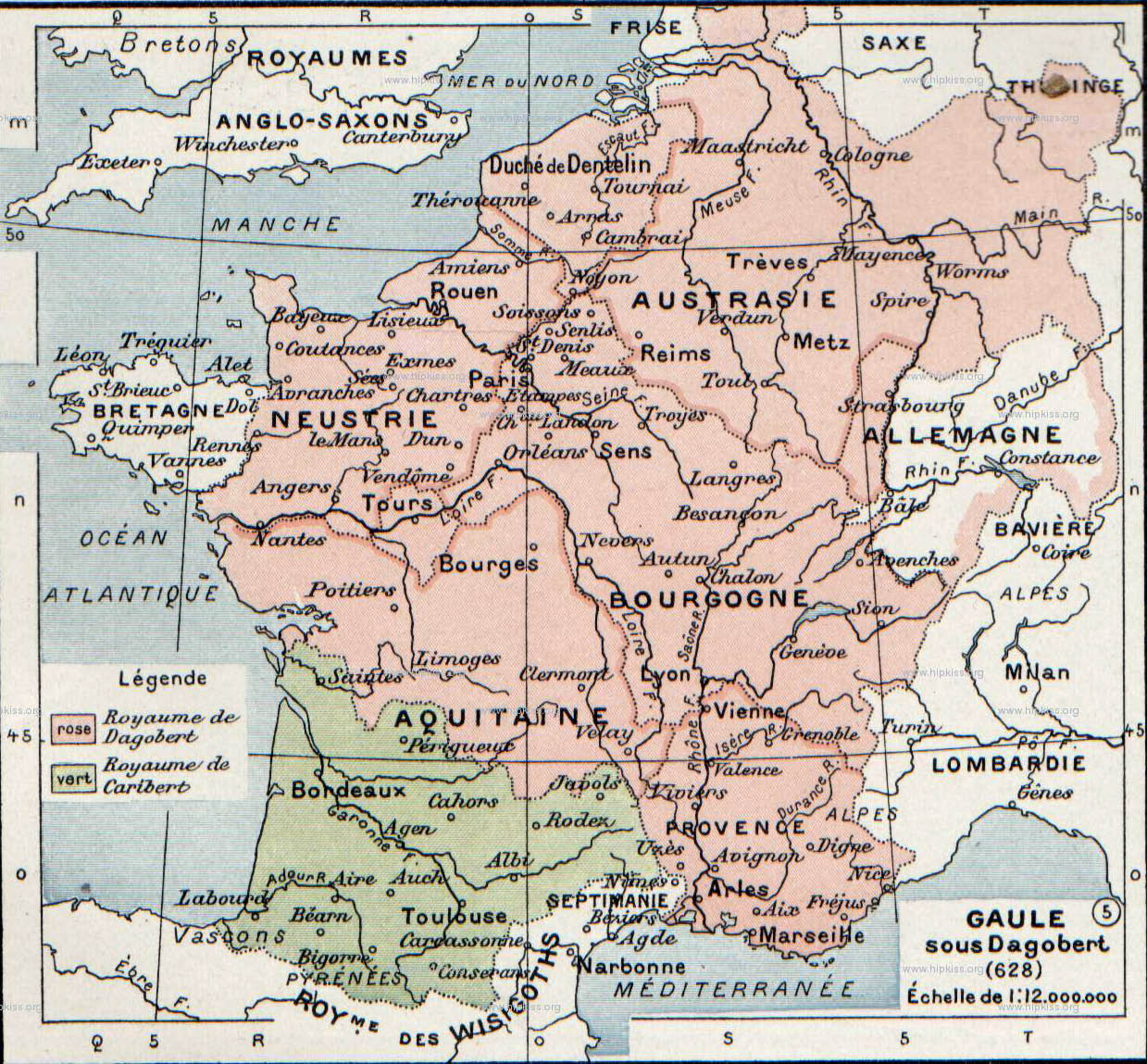
Die lange in der Fläche ungesicherte Alemannia im Frankenreich um 628 (rechts)

Mit der Unterwerfung der Alamannen durch die Franken endete deren Souveränität, und es wurden unregelmäßig durch die fränkischen Könige Herzöge für das alamannische Gebiet eingesetzt. Eine lückenlose lineare Liste zu erstellen ist aufgrund der Quellenlage jedoch nicht möglich. Man geht davon aus, dass fränkische Adlige an strategisch wichtigen Orten angesiedelt wurden, um die Kontrolle des Landes zu sichern. Das bestätigt sich in Grabfunden mit fremden Schmuck- und Waffenformen, die aus dem westfränkischen Raum oder dem Rheinland stammen. Auch Angehörige anderer Völker des Fränkischen Reiches wurden im alamannischen Gebiet angesiedelt, was sich bis heute in Ortsnamen wie Türkheim (Thüringer), Sachsenheim oder Frankenthal niedergeschlagen hat. Erst nach Einbeziehung ins Frankenreich wurde eine weitere Besiedlung bzw. Germanisierung der südlich angrenzenden romanischen Gebiete möglich. Nach den Erkenntnissen der neueren archäologischen Forschung hat die alamannische Siedlungstätigkeit in der heutigen Deutschschweiz nicht vor Ende des 6. Jahrhunderts eingesetzt.

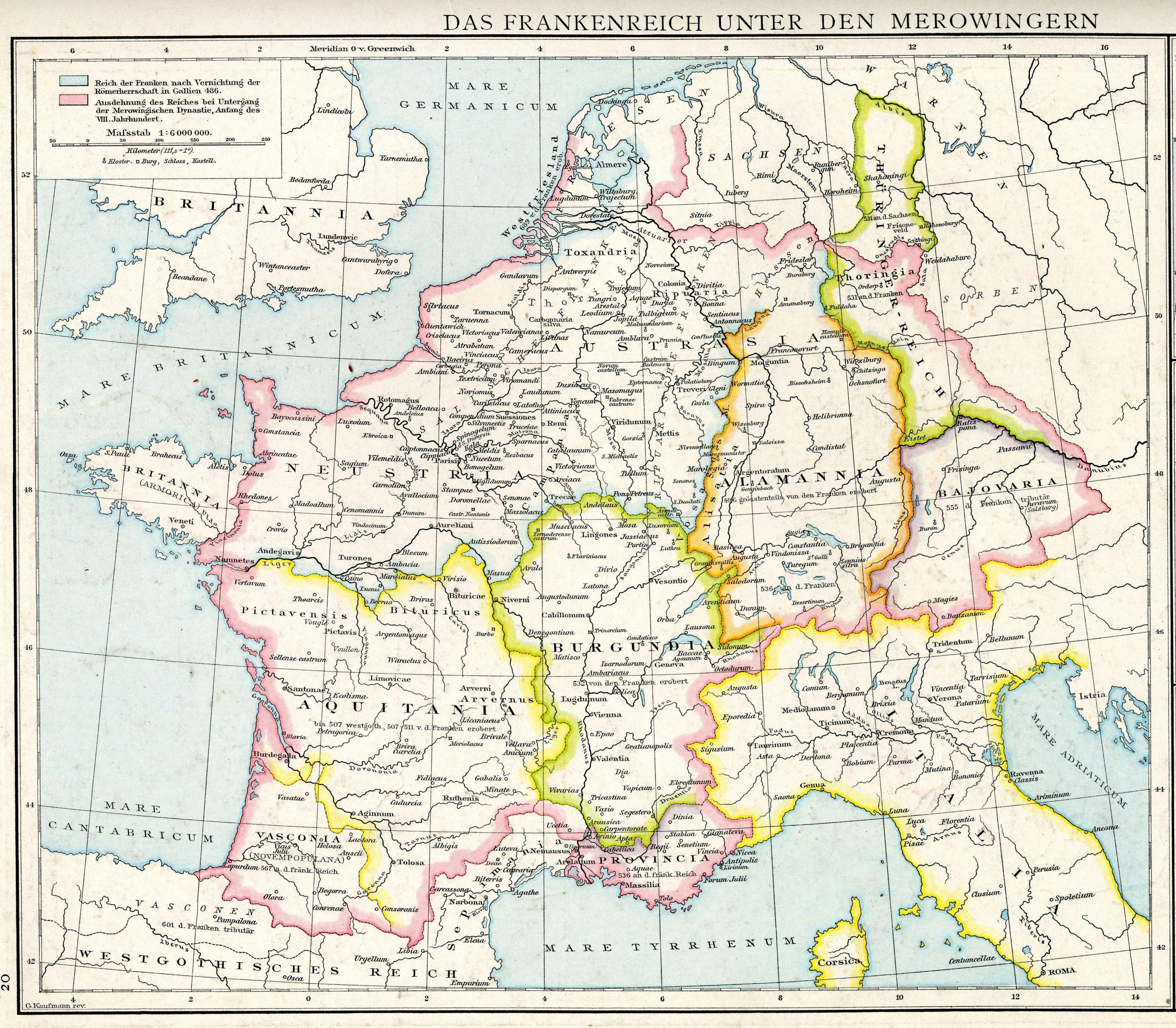
Alamannia als Teil des Fränkischen Reiches gegen Ende der Merowingerherrschaft im 8. Jahrhundert

### Alamannien unter Merowingern und Karolingern
Alamannien wurde durch seinen autonomen Status im Frankenreich als Herzogtum in einem Gebiet gefestigt, das wohl größtenteils mit dem späteren Herzogtum Schwaben übereinstimmt. Das Elsass wurde jedoch meist als eigenes Herzogtum geführt und gehörte eigentlich nicht zu Alamannien. Der Schwerpunkt des fränkischen Herzogtums Alamannien lag im Gebiet südlich des Hochrheins und im Bodenseegebiet. Die Herzöge stammten verschiedentlich noch aus vornehmen alamannischen Familien und standen nicht immer in Konkurrenz zu fränkischen Adligen. So gründete zum Beispiel ein alamannischer Herzog zusammen mit dem fränkischen Hausmeier das Kloster Reichenau. Die relativ autonomen Herzöge des Frankenreichs versuchten oft, sich aus der Abhängigkeit vom fränkischen König zu lösen. So musste dieser auch wiederholt gegen aufständische alamannische Herzöge ins Feld ziehen. Im sogenannten Blutgericht zu Cannstatt 746 wurde der Widerstand endgültig gebrochen: Das Herzogtum Alamannien wurde aufgehoben und direkt von den Franken beherrscht. Damit verschwand der alamannische Herzogstitel für längere Zeit. Allerdings versuchte Kaiser Ludwig der Fromme, seinem Sohn Karl II. zwischen 829 und 838 ein Königreich Alemannia zu schaffen.
Im 7. Jahrhundert begannen Teile der Oberschicht, ihre Toten nicht mehr auf den Reihengräberfeldern, sondern beim Herrenhof zu bestatten. In dieser Zeit zeichnen oft Steinkisten die Gräber aus. Durch die Christianisierung wurden Anfang des 8. Jahrhunderts die Reihengräberfelder ganz aufgegeben und die Friedhöfe künftig um die Kirche herum angelegt. Damit entfällt auch die wichtigste Quelle für die Archäologie der Alamannen.
Im 10. Jahrhundert wurde das ostfränkisch/deutsche Herzogtum Alamannien gegründet. Dieses Herzogtum lässt sich einigermaßen eingrenzen, auch ist seine fränkische Gaueinteilung halbwegs gesichert. Nach dem Investiturstreit wurde 1079 das Herzogtum faktisch geteilt. Der Thurgau, der Schwarzwald, der Breisgau und die Ortenau, die ebenfalls zum Herzogtum gehörten, blieben stets unter Zähringischer Vorherrschaft. Wurde das Herzogtum bis dahin noch als Herzogtum Alamannien bezeichnet, verschwand nun diese Bezeichnung und wurde fortan als Herzogtum Schwaben bezeichnet.
Umstrittene Gebiete waren nach wie vor das Elsass und der Aargau, die vom benachbarten Herzogtum Lothringen bzw. vom Königreich Burgund beansprucht wurden. Der Name Alemannien geriet außer Gebrauch und wurde mit der Zeit nur noch als gelehrte historisierende Bezeichnung verwendet.

## Religion

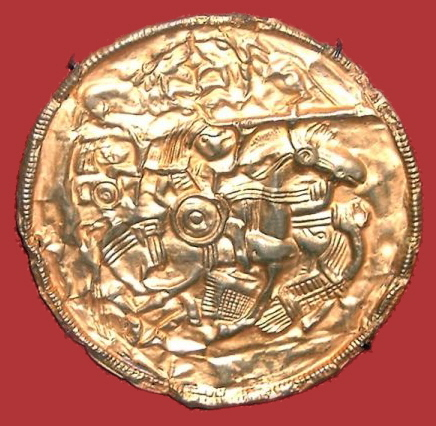
Reiterscheibe von Pliezhausen, die kleine Figur hinter dem Reiter wird als göttlicher Sieghelfer interpretiert

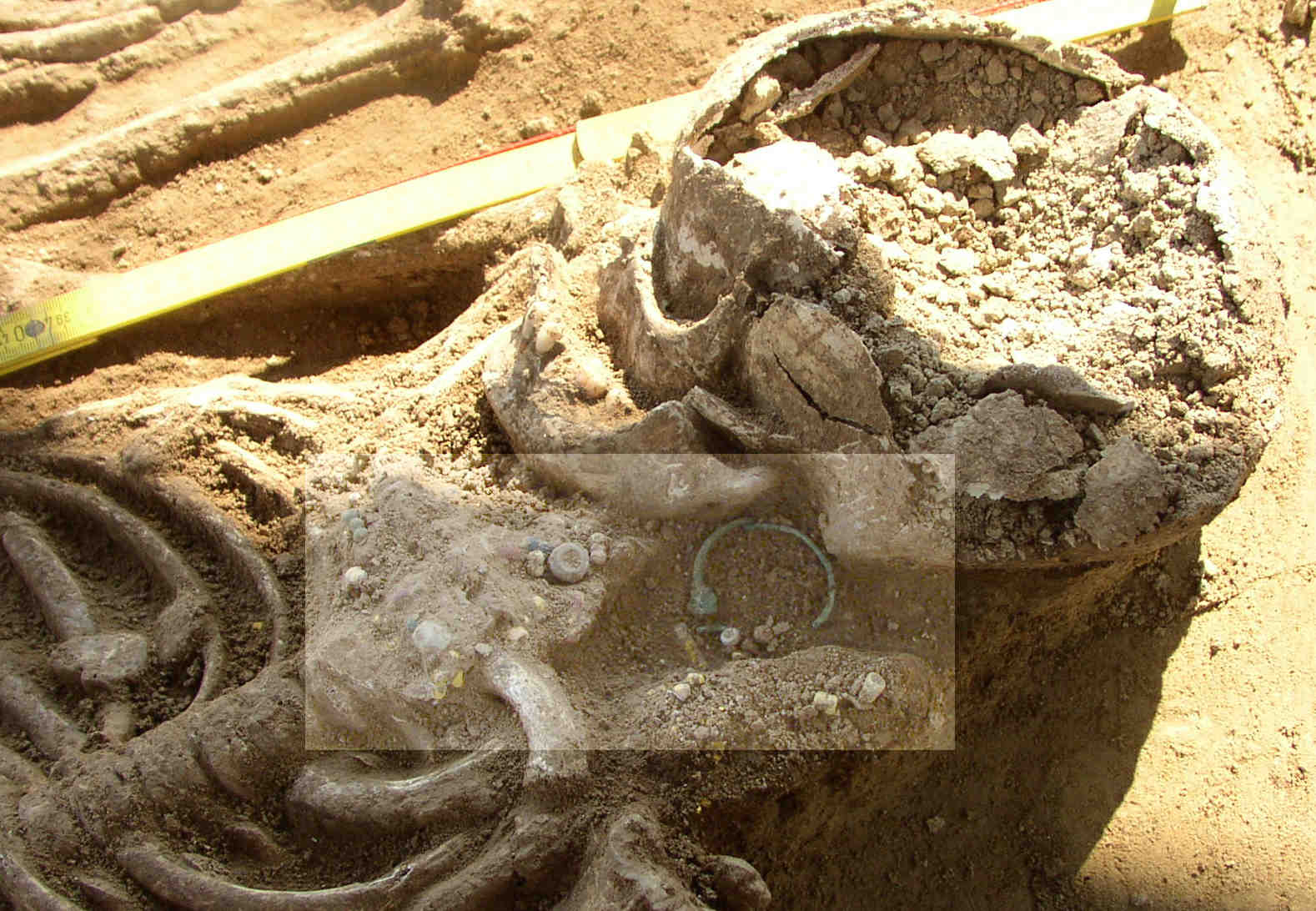
Frauengrab mit Beigaben in einem Reihengräberfeld

Die Alamannen verehrten noch bis ins 7. Jahrhundert die altgermanischen Gottheiten, bezeugt sind Wodan, dem Bieropfer dargebracht wurden, und Donar. Der Goldbrakteat aus Daxlanden zeigt zudem einen Mann in der Vogelmetamorphose, wohl Wodan, und zwei weitere Brakteaten zeigen eine Göttin, die mit der Göttermutter, also Frîja, identifiziert werden kann. Dagegen kann die Verehrung des Zîu nur nach philologischen Indizien erwiesen werden. Wesen der niederen Mythologie zeigen das Schwert von Gutenstein mit dem Bild eines Werwolfes oder die Reiterscheibe von Pliezhausen. Die Vita des St. Gallus nennt zwei nackte Wasserfrauen, die den Begleiter des Heiligen mit Steinen bewarfen. Als er sie verbannte, flohen sie auf den Himilinberc, auf dem Dämonen hausten, was an den nordischen Göttersitz Himinbjörg erinnert.
Der römische Schriftsteller Agathias berichtet von den Alamannen, die 553 in Italien einfielen, dass sie gewisse Bäume, die Wellen der Flüsse, Hügel und Schluchten verehrten und ihnen Pferde, Rinder und andere Tiere opferten, indem sie ihnen die Häupter abschlügen. Zudem nennt er alamannische Seher. Die Archäologie legte denn auch mehrere Opferfunde frei. So wurden im 4. Jahrhundert im Quellmoor Rautwiesen bei Münchhöf (Gm. Eigeltingen, Hegau) Waffenspitzen deponiert und der oben erwähnte Goldbrakteat von Daxlanden wurde zusammen mit einem Pferdeschädel und Eisenbeil vergraben.
Auch die Grablegung zeugt von der alten Religion. So ließ sich der Fürst von Schretzheim zusammen mit seinem Pferd samt Pferdeknecht und Mundschenk bestatten. Goldblattkreuze und andere christliche Objekte zeigen, dass die Alamannen zwar früh mit dem Christentum in Kontakt kamen, doch gibt es mehrere schriftliche und archäologische Zeugnisse von Synkretismus. Mitte des 5. Jahrhunderts setzte sich bei den Alamannen – wie auch bei anderen benachbarten Westgermanen – eine neue Bestattungsform durch. Bisher waren in elbgermanischer Tradition Brandbestattungen in kleinen Grabgruppen oder gar isolierten Gräbern üblich. Archäologisch sind solche Gräber schwer zu erfassen und durch die Verbrennung auch schlecht auszuwerten. Schon in der Frühzeit gab es daneben eine zunehmende Anzahl von Körperbestattungen. Mit dem Wechsel zur Reihengräbersitte, wie zum Beispiel im Gräberfeld von Stuttgart-Feuerbach, ändert sich für die Archäologie die Quellenlage aber dramatisch. Nun werden große Friedhöfe angelegt, in denen die Toten unverbrannt in Ost-West-Richtung in Reihen dicht nebeneinander bestattet werden. Ab dieser Zeit (bis um 800 die Reihengräberfelder wiederum zugunsten der Bestattung um die Kirche aufgegeben werden) werden detailreichere Aussagen zu Sachkultur, Handwerk, Bevölkerungsstruktur, Krankheiten, Kampfverletzungen und Sozialstruktur möglich.
Nach der Eroberung durch die Franken setzte die Missionierung der Alamannen ein, insbesondere durch die irischen Missionare Fridolin und Kolumban und dessen Gefolgsleute. Sie gründeten nach Säckingen die Klöster St. Gallen (614), St. Trudpert und Reichenau (724). In Alamannien bestanden noch aus römischer Zeit Bischofssitze in Basel (früher in Augusta Raurica bei Basel), Konstanz, Straßburg und Augsburg. Die kirchlichen Verhältnisse wurden zum ersten Mal im 7. Jahrhundert in der Lex Alamannorum, einer frühen Kodifikation des alamannischen Rechts, festgelegt. Es gab wahrscheinlich eine ununterbrochene Existenz von Christen in den alten römischen Gebieten südlich und westlich des Rheins, zumindest in den Städten und in den Alpentälern. Untergegangen war in Alamannien seit der Römerzeit nur der Bischofssitz in Vindonissa (Windisch).

## Museen
- Alamannen-Museum Vörstetten
- Alamannenmuseum Ellwangen
- Alamannenmuseum Weingarten (Kreis Ravensburg)
- Archäologisches Museum im Colombischlössle in Freiburg im Breisgau
- Archäologisches Landesmuseum Baden-Württemberg in Konstanz
- Landesmuseum Württemberg in Stuttgart
- Landesmuseum Zürich
- Stadt- und Hochstiftmuseum in Dillingen an der Donau
- Museum Auberlehaus in Trossingen
- Alamannen-Museum in Mäder[35]